# S/2017 J 9
S/2017 J 9 - естественный спутник Юпитера. Он был обнаружен Скоттом Шеппардом и его командой в 2017 году, но был объявлен 17 июля 2018 года в Центре малых планет. Диаметр спутника - 3 километра. Большая полуось составляет около 21 487 000 км с наклонением около 152,7°. Он принадлежит к группе Ананке.